# Xizicus ikonnikovi
Xizicus ikonnikovi är en insektsart som beskrevs av Andrej Vasiljevitj Gorochov 1993. Xizicus ikonnikovi ingår i släktet Xizicus och familjen vårtbitare. Inga underarter finns listade i Catalogue of Life.